# Йёссинг-фьорд
Йёссинг-фьорд (норв. Jøssingfjord) — фьорд на юго-западном участке побережья Норвегии. Его длина − 2 км, а ширина достигает 250 м.
Благодаря пробитому в скалах тоннелю, по спирали опускающемуся с плоскогорья до уровня моря, фьорд является часто посещаемым туристским объектом. Кроме открывающегося вида, туристов привлекают оригинальные домики, построенные под нависающей скалой, что позволило обойтись без устройства крыши.
Фьорд известен происшедшим здесь в марте 1940 года инцидентом с судном «Альтмарк», послужившим прелюдией по захвату Норвегии немецкими войсками.

## Инцидент
«Альтмарк» (нем. Altmark) — танкер, вспомогательное судно обеспечения крейсера Кригсмарине «Адмирал граф Шпее»
17 декабря 1939 года крейсер, после боя с тремя английскими кораблями, каждый из которых уступал ему, был повреждён и затоплен своей командой в устье Ла-Платы.
«Альтмарку» удалось уйти на север, имея на борту 302 пленных моряка с потопленных крейсером торговых судов.
14  февраля следующего года он был обнаружен у берегов Норвегии и 16 февраля вошёл в контакт с английским крейсером и пятью эсминцами, после чего скрылся в глубине фьорда. Миноносец «Казак» («Cossack»), выполняя приказ Черчилля, нарушив территориальные воды Норвегии, вошёл в фиорд и после короткой стычки освободил пленных.